# Katastrofa kolejowa w Hinton
Katastrofa kolejowa w Hinton była wypadkiem kolejowym, który miał miejsce 8 lutego 1986 roku. 23 osoby zginęły w wyniku kolizji kanadyjskiego pociągu towarowego CN (Canadian National Railway) i pociągu pasażerskiego VIA Rail. Była to największa kanadyjska katastrofa kolejowa od czasu wypadku w Dugaldzie z 1947 roku, w którym zginęło 31 osób, aż do roku 2013, kiedy w katastrofie kolejowej w Lac-Mégantic śmierć poniosło 47 osób. Przypuszczano, że wypadek był spowodowany przez załogę pociągu towarowego. Szczegóły śledztwa ujawniły poważne wady w praktykach pracowników CN.

## Miejsce wypadku
Do wypadku doszło na odcinku transkontynentalnej kanadyjskiej linii kolejowej, na zachód od Edmonton, w pobliżu miasta Hinton. Obsługą pasażerską na tej linii zajmował się VIA Rail. Nieco ponad połowa toru o długości 160 km, między Jasper a Edson, była dwukierunkowa. Ruch na tej linii był kontrolowany za pomocą centralnego zarządzania ruchem (CTC).

## Przebieg
Rankiem 8 lutego 1986, pociąg VIA Rail numer 4 jechał z Jasper na wschód do Edmonton. Składał się z 14 jednostek w następującej kolejności:
1. lokomotywa FP7 numer 6566
2. lokomotywa F9 numer 6633
3. wagon bagażowy
4. wagon osobowy
5. wagon widokowy z przeszklonym dachem, numer 513
6. wagon sypialny
7. wagon sypialny
8. lokomotywa FP9 numer 6300 (nie pracująca)
9. wagon z generatorem pary
10. wagon bagażowy
11. wagon osobowy
12. wagon restauracyjny
13. wagon sypialny
14. wagon z generatorem pary

Nietypowy skład pociągu był wynikiem połączenia dwóch osobnych pociągów w Jasper. Pierwsze 2 lokomotywy i 5 wagonów pochodziło z Vancouver, a druga sekcja, składająca się z 1 lokomotywy i 5 wagonów, z Prince Rupert. Ostatni wagon, generator pary, został dodany w Jasper w drodze do Edmonton w celu konserwacji. W pociągu było sto piętnaście osób: 94 pasażerów, 14 stewardów i siedmiu członków załogi.
Jadący w kierunku zachodnim pociąg towarowy nr 413 Canadian National Railway składał się z trzech lokomotyw: EMD GP38P38-2W numer 5586 i dwóch EMD SD40 o numerach 5062 i 5104. Za nimi znajdował się wagon specjalny ze zgarniaczem, potem 35 węglarek załadowanych zbożem, siedem wagonów z dużymi rurami, 45 węglarek z siarką, 20 cystern, sześć wagonów z ziarnem i wagon służbowy. Całość składała się z 3 lokomotyw i 115 wagonów o długości 1867 m.
Pociąg towarowy opuścił Edson o 6:40 rano i zjechał na tor dodatkowy mijanki w Medicine Lodge, aby przepuścić dwa pociągi w kierunku wschodnim. O 8:02 opuścił Medicine Lodge i osiągnął Hargwen o 8:20 rano, gdzie rozpoczął się odcinek podwójnego toru. Dyżurny ruchu w Edmonton przestawił zwrotnicę tak, aby umożliwić przejazd w kierunku północnym. W tym samym czasie Super Continental zatrzymał się na Hinton i odjechał pięć minut później, o 8:25.
O 8:29 dyżurny przestawił rozjazd w Dalehurst, gdzie kończył się odcinek dwutorowy, aby umożliwić Super Continental zajęcie trasy na południe. Takie ustawienie powoduje, że dla pociągu towarowego podany zostanie sygnał „Stój!”. 4,1 km na wschód od Dalehurst semafor wyświetlił sygnał nakazujący zmniejszenie prędkości do 48 km/h i przygotowanie się do zatrzymania przy następnym semaforze. Gdy pociąg zbliżył się do tego sygnału, poruszał się z nastawnikiem jazdy ustawionym na ostatnią (najwyższą) pozycję z prędkością 96 km/h przy ograniczeniu 80 km/h na tym odcinku toru. Po minięciu semafora nie próbował zwalniać.
Dalej na zachód znajdował się ostatni semafor, 150 m na wschód od rozjazdu w Dalehurst, na którym wyświetlony był sygnał „Stój!”. Skład nadal nie zwalniał, minął rozjazd i wjechał na odcinek jednotorowy, zajęty przez Super Continental. Sekundy po tym, jak pociąg minął zwrotnicę, o godzinie 8:40:52, dwa pociągi zderzyły się.

## Następstwa
Po wykolejeniu, paliwo z silników Diesla w lokomotywach wylało się i zapaliło, przez co lokomotywy, wagony bagażowy i osobowy stanęły w płomieniach. Po dwóch członków załogi z każdej lokomotywy zginęło, a także osiemnastu z 36 pasażerów wagonu osobowego.
Wagon osobowy ze szklanym dachem uległ poważnym uszkodzeniom, a także został uderzony przez wagon towarowy wyrzucony w powietrze w wyniku zderzenia. Jeden z jego pasażerów został zabity. Inni zdołali uciec przez wybite okno w kopule lub przez otwór pozostawiony przez wagon towarowy. Kolejne dwa wagony sypialne wykoleiły się i przewróciły na boki. W tych wagonach nie było ofiar śmiertelnych, ale było kilku rannych. Trzy wagony osobowe z tyłu pociągu nie wykoleiły się, ale było tam wielu rannych.
Podczas wypadku wagony pociągu towarowego spiętrzyły się, co wywołało dużą stertę taboru kolejowego. Trzy lokomotywy towarowe i pierwsze 76 wagonów pociągu zostały zniszczone lub poważnie uszkodzone.

## Przyczyny
Nie było jasne, dlaczego pociąg towarowy nie zatrzymał się. Problem z awarią sygnalizacji został wyeliminowany, pozostawiając błąd ludzki jako jedyną możliwą przyczynę. Ponieważ jednak załoga czoła pociągu towarowego nie przeżyła, nie było wiadomo, dlaczego popełnili błąd. Badania szczątków wykluczyły wpływ narkotyków i alkoholu. Zostało jednak ujawnione, że maszynista, Jack Hudson, był alkoholikiem i nałogowym palaczem, cierpiącym na zapalenie trzustki i cukrzycę typu 2, co narażało go na ryzyko ataku serca lub udaru mózgu.
Komisja śledcza przeprowadziła dochodzenie w katastrofie. Spędzono 56 dni na przesłuchaniach i otrzymano zeznania od 150 uczestników. Raport został opublikowany 22 stycznia 1987. Zamiast obwiniać pojedyncze osoby, potępiał tzw. „kulturę kolei”, która ceni lojalność i wydajność kosztem bezpieczeństwa. Jako przykład ignorowania bezpieczeństwa podano, że załoga pociągu wsiadła do lokomotyw w Edson „w biegu”. W czasie, gdy lokomotywa poruszała się powoli, nowa załoga wskakiwała, a stara wyskakiwała. Chociaż ta metoda zmiany załóg oszczędza czas i paliwo, było to rażące naruszenie zasad bezpieczeństwa, które wymagają przeprowadzenia próby hamulców po zmianie załogi. Zarząd firmy stwierdził, że nic nie wie o takich praktykach, mimo że były dość powszechne. W odniesieniu do maszynisty Hudsona, w świetle jego słabego stanu zdrowia, komisja doszła do wniosku, iż jest prawdopodobne, że zasnął za sterami, albo miał zawał serca lub udar mózgu, co doprowadziło do kolizji. Komisja również krytykowała nieskuteczny monitoring stanu zdrowia Hudsona przez firmę.
Inną często ignorowaną zasadą bezpieczeństwa, o której mowa w raporcie, był czuwak pasywny, który maszynista musiał trzymać wciśnięty, aby pociąg pozostał w ruchu. Gdyby zasnął lub stracił przytomność, jego stopa ześlizgnęła by się z pedału, powodując alarm, a kilka sekund później uruchamiając samoczynnie hamowanie nagłe. Jednak wielu maszynistów obchodziło mechanizm, umieszczając ciężar na pedale. Nie było jasne, czy zabezpieczenie było ominięte w tym przypadku, bo czołowa lokomotywa została zniszczona. Dostępne było bardziej zaawansowane urządzenie bezpieczeństwa, czuwak aktywny (CA), którzy wymagał od członków załogi podjęcia działań takich jak naciśnięcie przycisku w regularnych odstępach czasu, ale prowadząca lokomotywa nie była w to wyposażona. Natomiast druga lokomotywa pociągu towarowego wyposażona w CA, nie została wyznaczona jako prowadząca, bo brakowało jej „komfortowej kabiny”. Praktyka związkowa polegała na umieszczaniu bardziej wygodnych lokomotyw na czele pociągu, nawet kosztem bezpieczeństwa.
W raporcie stwierdzono także, że przednia i tylna załoga powinny być w stałym kontakcie, co nie miało miejsca w tym przypadku. Gdy pociąg towarowy dotarł do Hargwen, Hudson powiadomił Smitha, że sygnały były zielone. Wiadomość ta została odebrana przez załogę następnego pociągu. Kiedy minęli Dalehurst, nie było żadnych śladów dalszej komunikacji. Gdyby Smith uznał, że pociąg jest poza kontrolą lub ma poważne problemy, jako konduktor pociągu pociągnąłby za hamulec w wagonie, zatrzymując tym samym pociąg. Jednak Smith, który wydawał się nerwowy podczas zeznań, oświadczył, że nie czuł, by pociąg wymknął się spod kontroli, źle oceniając jego prędkość. Oświadczył również, że próbował skomunikować się z Hudsonem za pomocą dwóch radiostacji i na różnych kanałach, pomimo faktu, że udało mu się skontaktować z dyspozytorem bezpośrednio po katastrofie. Mimo tych okoliczności, postanowił on nie zatrzymywać pociągu.

## W mediach
Historia katastrofy została przedstawiona w programie telewizyjnym Katastrofa w przestworzach (2006) na antenie National Geographic w 11. odcinku trzeciej serii, zatytułowanym „Zderzenie pociągów”.

## Podobne wypadki
- 1970 Katastrofa kolejowa pod Řikonínem
- 2012 Katastrofa kolejowa pod Szczekocinami